# Eden Livres
Eden Livres est une plateforme de distribution de livres numériques créée en octobre 2009 conjointement par les groupes Flammarion, Gallimard et La Martinière Groupe.